# Heronova formula
Heronova formula (tudi Heronova enačba ali Heronov obrazec) je v ravninski geometriji formula za računanje ploščine trikotnika s podanimi stranicami, brez uporabe velikosti kotov. Poimenovana je po Heronu Aleksandrijskem.

## Formulacija
Heronova formula pravi, da je ploščina trikotnika s stranicami {\displaystyle a}, {\displaystyle b} in {\displaystyle c} enaka
{\displaystyle S={\sqrt {s(s-a)(s-b)(s-c)}},}
kjer je {\displaystyle s} polovica obsega trikotnika; 
{\displaystyle s={\frac {a+b+c}{2}}.}
Heronovo formulo lahko zapišemo tudi kot
{\displaystyle S={\frac {1}{4}}{\sqrt {(a+b+c)(-a+b+c)(a-b+c)(a+b-c)}}}
{\displaystyle S={\frac {1}{4}}{\sqrt {2(a^{2}b^{2}+a^{2}c^{2}+b^{2}c^{2})-(a^{4}+b^{4}+c^{4})}}}
{\displaystyle S={\frac {1}{4}}{\sqrt {(a^{2}+b^{2}+c^{2})^{2}-2(a^{4}+b^{4}+c^{4})}}}
{\displaystyle S={\frac {1}{4}}{\sqrt {4(a^{2}b^{2}+a^{2}c^{2}+b^{2}c^{2})-(a^{2}+b^{2}+c^{2})^{2}}}}
{\displaystyle S={\frac {1}{4}}{\sqrt {4a^{2}b^{2}-(a^{2}+b^{2}-c^{2})^{2}}}.}

## Zgled
| Kalkulator površine | Kalkulator površine |
| ------------------- | ------------------- |
| a                   | 3                   |
| b                   | 4                   |
| c                   | 5                   |
| s                   | 6                   |
| Površina            | 6.000               |

Naj bo {\displaystyle \bigtriangleup ABC} trikotnik s stranicami {\displaystyle a=4}, {\displaystyle b=13} in {\displaystyle c=15}. Polovica obsega {\displaystyle s} tega trikotnika je
{\displaystyle s={\frac {1}{2}}(a+b+c)={\frac {1}{2}}(4+13+15)=16},
ploščina pa je
{\displaystyle S={\sqrt {s\left(s-a\right)\left(s-b\right)\left(s-c\right)}}={\sqrt {16\cdot (16-4)\cdot (16-13)\cdot (16-15)}}={\sqrt {16\cdot 12\cdot 3\cdot 1}}={\sqrt {576}}=24.}
V tem zgledu so stranice in ploščina cela števila, zaradi česar dani trikotnik imenujemo Heronski trikotnik. Kljub temu Heronova formula deluje za poljuben trikotnik.

## Zgodovina
Formula je pripisana Heronu Aleksandrijskemu, njen dokaz najdemo v njegovi knjigi Metrica, napisani okoli leta 60. Domneva se, da je Arhimed formulo poznal že dve stoletji prej. Metrica je namreč zbirka matematičnega znanja iz antičnega sveta in zato je možno, da je da je bila formula odkrita že prej.
Formulo, ekvivalentno Heronovi
{\displaystyle S={\frac {1}{2}}{\sqrt {a^{2}c^{2}-\left({\frac {a^{2}+c^{2}-b^{2}}{2}}\right)^{2}}}}
so neodvisno od Grkov odkrili Kitajci. Objavljena je bila v Matematičnem učbeniku v devetih poglavjih (Qin Jiushao, 1247).

## Dokazi
V originalnem dokazu je Heron uporabil tetivne štirikotnike.  Drugi dokazi se oslanjajo na trigonometrijo, trikotniku včrtano in očrtano krožnico, ali pa na De Guajev izrek (za poseben primer ostrokotnih trikotnikov).

### Trigonometrični dokaz z uporabo kosinusnega izreka
Sledeči sodoben algebraični dokaz se precej razlikuje od Heronovega (Metrica). Naj bodo {\displaystyle a}, {\displaystyle b} in {\displaystyle c} stranice trikotnika in {\displaystyle \alpha }, {\displaystyle \beta }, {\displaystyle \gamma } pripadajoči koti. Z uporabo kosinusnega izreka dobimo
{\displaystyle \cos \gamma ={\frac {a^{2}+b^{2}-c^{2}}{2ab}}}.
S preoblikovanjem tega izraza dobimo
{\displaystyle \sin \gamma ={\sqrt {1-\cos ^{2}\gamma }}={\frac {\sqrt {4a^{2}b^{2}-(a^{2}+b^{2}-c^{2})^{2}}}{2ab}}.}
Višina trikotnika na stranico {\displaystyle a} ima dolžino {\displaystyle b\,\sin \gamma }, sledi:
{\displaystyle {\begin{aligned}S&={\frac {1}{2}}({\mbox{stranica}})({\mbox{višina na stranico}})\\&={\frac {1}{2}}ab\sin \gamma \\&={\frac {1}{4}}{\sqrt {4a^{2}b^{2}-(a^{2}+b^{2}-c^{2})^{2}}}\\&={\frac {1}{4}}{\sqrt {(2ab-(a^{2}+b^{2}-c^{2}))(2ab+(a^{2}+b^{2}-c^{2}))}}\\&={\frac {1}{4}}{\sqrt {(c^{2}-(a-b)^{2})((a+b)^{2}-c^{2})}}\\&={\sqrt {\frac {(c-(a-b))(c+(a-b))((a+b)-c)((a+b)+c)}{16}}}\\&={\sqrt {{\frac {(b+c-a)}{2}}{\frac {(a+c-b)}{2}}{\frac {(a+b-c)}{2}}{\frac {(a+b+c)}{2}}}}\\&={\sqrt {{\frac {(a+b+c)}{2}}{\frac {(b+c-a)}{2}}{\frac {(a+c-b)}{2}}{\frac {(a+b-c)}{2}}}}\\&={\sqrt {s(s-a)(s-b)(s-c)}}.\end{aligned}}}
Na dveh mestih je bilo v dokazu je uporabljeno pravilo za razcep razlike kvadratov: {\displaystyle a^{2}-b^{2}=(a+b)(a-b)}.

### Algebraični dokaz z uporabo Pitagorovega izreka
Naslednji dokaz je zelo podoben dokazu, ki ga je objavil Raifaizen. Po Pitagorovem izreku je {\displaystyle b^{2}=d^{2}+h^{2}} in {\displaystyle a^{2}=(c-d)^{2}+h^{2}} (glej skico na desni). Izraza odštejemo in dobimo {\displaystyle a^{2}-b^{2}=c^{2}-2cd}. Ta enačba nam omogoča, da {\displaystyle d} izrazimo s stranicami trikotnika:
{\displaystyle d={\frac {-a^{2}+b^{2}+c^{2}}{2c}}.}
Za višino trikotnika velja {\displaystyle h^{2}=b^{2}-d^{2}} . Ko iz zgornje formule vstavimo {\displaystyle d} in uporabimo pravilo za razcep razlike kvadratov dobimo
{\displaystyle {\begin{aligned}h^{2}&=b^{2}-\left({\frac {-a^{2}+b^{2}+c^{2}}{2c}}\right)^{2}\\&={\frac {(2bc-a^{2}+b^{2}+c^{2})(2bc+a^{2}-b^{2}-c^{2})}{4c^{2}}}\\&={\frac {{\big (}(b+c)^{2}-a^{2}{\big )}{\big (}a^{2}-(b-c)^{2}{\big )}}{4c^{2}}}\\&={\frac {(b+c-a)(b+c+a)(a+b-c)(a-b+c)}{4c^{2}}}\\&={\frac {2(s-a)\cdot 2s\cdot 2(s-c)\cdot 2(s-b)}{4c^{2}}}\\&={\frac {4s(s-a)(s-b)(s-c)}{c^{2}}}.\end{aligned}}}
Ta rezultat zdaj uporabimo v formuli, ki ploščino podaja kot polovico produkta med stranico in pripadajočo višino:
{\displaystyle {\begin{aligned}S&={\frac {ch}{2}}\\&={\sqrt {{\frac {c^{2}}{4}}\cdot {\frac {4s(s-a)(s-b)(s-c)}{c^{2}}}}}\\&={\sqrt {s(s-a)(s-b)(s-c)}}.\end{aligned}}}

### Trigonometrični dokaz s kotangensnim zakonom
Iz prvega dela kotangensnega zakona dobimo, da za ploščino trikotnika velja
{\displaystyle {\begin{aligned}S&=r{\big (}(s-a)+(s-b)+(s-c){\big )}=r^{2}\left({\frac {s-a}{r}}+{\frac {s-b}{r}}+{\frac {s-c}{r}}\right)\\&=r^{2}\left(\cot {\frac {\alpha }{2}}+\cot {\frac {\beta }{2}}+\cot {\frac {\gamma }{2}}\right)\end{aligned}}}
ter {\displaystyle S=rs}. Ker je vsota polovičnih kotov enaka {\displaystyle {\frac {\pi }{2}}}, velja {\displaystyle \cot(\psi )+\cot(\theta )+\cot(\phi )=\cot(\psi )\cot(\theta )\cot(\phi )}. Iz prve enačbe zato sledi
{\displaystyle {\begin{aligned}S&=r^{2}\left(\cot {\frac {\alpha }{2}}\cot {\frac {\beta }{2}}\cot {\frac {\gamma }{2}}\right)=r^{2}\left({\frac {s-a}{r}}\cdot {\frac {s-b}{r}}\cdot {\frac {s-c}{r}}\right)\\&={\frac {(s-a)(s-b)(s-c)}{r}}.\end{aligned}}}
Ko združimo obe enačbi, dobimo
{\displaystyle S^{2}=s(s-a)(s-b)(s-c).}

## Numerična stabilnost
Heronova formula, kot je podana zgoraj, je numerično nestabilna za trikotnike z zelo majhnim kotom pri uporabi aritmetike s plavajočo vejico. Za stabilno alternativo uredimo stranice tako, da velja {\displaystyle a\geq b\geq c}, in izračunamo
{\displaystyle S={\frac {1}{4}}{\sqrt {{\big (}a+(b+c){\big )}{\big (}c-(a-b){\big )}{\big (}c+(a-b){\big )}{\big (}a+(b-c){\big )}}}.}
Oklepaji v zgornji formuli preprečujejo numerično nestabilnost pri računanju.

## Druge formule za ploščino, ki spominjajo na Heronovo formulo
Obstajajo tri druge formule za ploščino z enako strukturo kot Heronova formula, izražene z različnimi količinami. Težiščnice trikotnika s stranicami {\displaystyle a}, {\displaystyle b} in {\displaystyle c} po vrsti označimo s {\displaystyle t_{a}}, {\displaystyle t_{b}} in {\displaystyle t_{c}}. Težiščnice seštejemo, in polovico vsote {\displaystyle t_{a}+t_{b}+t_{c}} označimo s {\displaystyle \sigma ={\frac {1}{2}}(t_{a}+t_{b}+t_{c})}. Velja:
{\displaystyle S={\frac {4}{3}}{\sqrt {\sigma (\sigma -t_{a})(\sigma -t_{b})(\sigma -t_{c})}}.}
Nato označimo višine na stranice kot {\displaystyle h_{a}}, {\displaystyle h_{b}} in {\displaystyle h_{c}}. Označimo tudi polovico vsote nasprotnih vrednosti teh višin: {\displaystyle H={\frac {1}{2}}(h_{a}^{-1}+h_{b}^{-1}+h_{c}^{-1})}. Dobimo
{\displaystyle S^{-1}=4{\sqrt {H(H-h_{a}^{-1})(H-h_{b}^{-1})(H-h_{c}^{-1})}}.}
Na koncu polovično vsoto sinusov kotov označimo kot {\displaystyle K={\frac {1}{2}}(\sin \alpha +\sin \beta +\sin \gamma )}. Dobimo
{\displaystyle S=R^{2}{\sqrt {K(K-\sin \alpha )(K-\sin \beta )(K-\sin \gamma )}}}
kjer je {\displaystyle R} premer včrtane krožnice: {\displaystyle R={\frac {a}{\sin \alpha }}={\frac {b}{\sin \beta }}={\frac {c}{\sin \gamma }}}.

## Posplošitve
Heronova formula je poseben primer Brahmaguptine formule, za računanje ploščin tetivnih štirikotnikov. Heronova formula in Brahmaguptina formula pa sta posebna primera Bretschneiderjeve formule za ploščino poljubnega štirikotnika. Heronovo formulo lahko dobimo iz Brahmaguptine formule ali Bretschneiderjeve formule tako, da eno od stranic štirikotnika nastavimo na nič.
Heronova formula je tudi poseben primer formule za ploščino trapeza, izračunano zgolj iz stranic. Heronovo formulo dobimo tako, da krajšo osnovnico nastavimo na nič.
Izražanje Heronove formule s Cayley-Mengerjevo determinanto kot kvadrati razdalj med tremi presečišči,
{\displaystyle S={\frac {1}{4}}{\sqrt {-{\begin{vmatrix}0&a^{2}&b^{2}&1\\a^{2}&0&c^{2}&1\\b^{2}&c^{2}&0&1\\1&1&1&0\end{vmatrix}}}}}
ponazarja njeno podobnost s Tartagliovo enačbo za prostornino tetraedra.
David P. Robbins je odkril še eno posplošitev Heronove formule na včrtane petkotnike in šestkotnike.

### Heronska formula za prostornino tetraedra
Če so {\displaystyle U}, {\displaystyle V}, {\displaystyle W}, {\displaystyle u}, {\displaystyle v}, {\displaystyle w} po vrsti robovi tetraedra (prvi trije tvorijo trikotnik ter {\displaystyle u} leži nasproti {\displaystyle U}, in tako naprej), potem je
{\displaystyle {\text{prostornina}}={\frac {\sqrt {\,(-a+b+c+d)\,(a-b+c+d)\,(a+b-c+d)\,(a+b+c-d)}}{192\,u\,v\,w}}}
kjer so
{\displaystyle {\begin{aligned}a&={\sqrt {xYZ}}\\b&={\sqrt {yZX}}\\c&={\sqrt {zXY}}\\d&={\sqrt {xyz}}\\X&=(w-U+v)\,(U+v+w)\\x&=(U-v+w)\,(v-w+U)\\Y&=(u-V+w)\,(V+w+u)\\y&=(V-w+u)\,(w-u+V)\\Z&=(v-W+u)\,(W+u+v)\\z&=(W-u+v)\,(u-v+W).\end{aligned}}}